# Salentia tristis
Salentia tristis är en tvåvingeart som först beskrevs av Von Roder 1885.  Salentia tristis ingår i släktet Salentia och familjen stilettflugor. Inga underarter finns listade i Catalogue of Life.